# Catedral de Borís y Gleb (Chernígov)
La catedral de Borís y Gleb (en ucraniano: Собор Бориса й Гліба), también conocida como catedral de Borisohlibski (en ucraniano: Борисоглібський собор), era una de las catedrales ortodoxas ucranianas situadas en Chernígov, Ucrania. La catedral consagrada a los príncipes Borís y Gleb data de la era anterior al Imperio mongol y se encuentra junto a la catedral de la Transfiguración en el parque Ditinets.

## Geografía
La catedral está ubicada en la calle Preobrazhenske 1а de Chernígov, en el óblast de Chernígov.   

## Historia
La construcción de la iglesia fue ordenada por David Sviatoslavich en 1120, y fue enterrado allí en 1123. La catedral fue construida en el sitio de un edificio más antiguo, como lo demuestran los restos de los cimientos del edificio. Después de ser saqueada por los mongoles bajo el mando de Batú Kan en 1239, fue restaurada en la segunda mitad del siglo XIII. 
La catedral de Borís y Gleb sufrió daños y fue reconstruida varias veces a lo largo de su existencia. Sufrió más daños en 1611 durante la conquista de Chernígov por la República de las Dos Naciones. A principios del siglo XVII, los polacos reconstruyeron el edificio como iglesia dominicana. En el siglo XVII también se añadió una rotonda-nártex octogonal a la fachada occidental en estilo barroco ucraniano.
A principios del siglo XVIII, por orden del hetman Iván Mazepa, Philipp Jacob Drentwett de Augsburgo hizo las puertas reales de plata de la iglesia.
Desde 1923, la comisión para la liquidación de los monasterios se interesó por la propiedad del templo. Pero los historiadores vinieron a proteger el monumento, especialmente a finales de los años 20 del siglo XX, cuando se creó la reserva estatal histórica y cultural. Después de largos controles, en abril de 1930 se retiraron 14 campanas.
La iglesia sufrió importantes daños durante la Segunda Guerra Mundial: las bóvedas se agrietaron durante los bombardeos y los incendios destruyeron todos los suelos de madera. En los años 1952-1958, el edificio fue restaurado a su aspecto original según el proyecto de M. V. Jolostenko. Los frescos que cubrían las paredes de la iglesia apenas han sobrevivido hasta nuestros días.
La catedral está en la lista indicativa del Patrimonio Mundial de la UNESCO desde 1989. Actualmente, el museo de la reserva de la antigua Chernígov se encuentra en el territorio de la iglesia, donde también se celebran conciertos de música sacra.

## Arquitectura
La catedral es un edificio compacto de ladrillo con planta rectangular que se extiende en dirección oeste-este, con un diseño típico de una iglesia en cruz inscrita basada en el modelo bizantino. Seis pilares dividen la estructura en tres naves con tres ábsides en el este. En el oeste hay un estrecho nártex delante de la iglesia. Las naves longitudinal y transversal están cubiertas con bóvedas de cañón, cuyos extremos están diseñados como frontones circulares de tres niveles en los lados norte, oeste y sur. Los techos de cañón están coronados por una cúpula sobre el crucero central. Los frontones redondos, que se encuentran alineados con la cúpula, corresponden en ancho al diámetro de la cúpula y son más altos que los demás frontones.    
La fachada se estructura mediante pilastras y medias columnas integradas en ellas. Los capiteles de las columnas están decorados con relieves con adornos vegetales y trenzados, así como animales y criaturas míticas dispuestas por parejas. Aberturas de ventanas estrechas y altas atraviesan la fachada, que también está dividida por pequeños nichos de dos niveles en la mitad superior. Debajo de las cornisas de la cúpula y de los tejados del ábside y al nivel de la línea de base de los frontones redondos discurren los frisos en forma de arcos de medio punto discurren. Las características arquitectónicas permiten a los investigadores suponer que la construcción del templo fue realizada por un equipo de arquitectos invitados del norte de Italia que trabajaron en Chernígov en la época de Vladímir II Monómaco.

## Galería

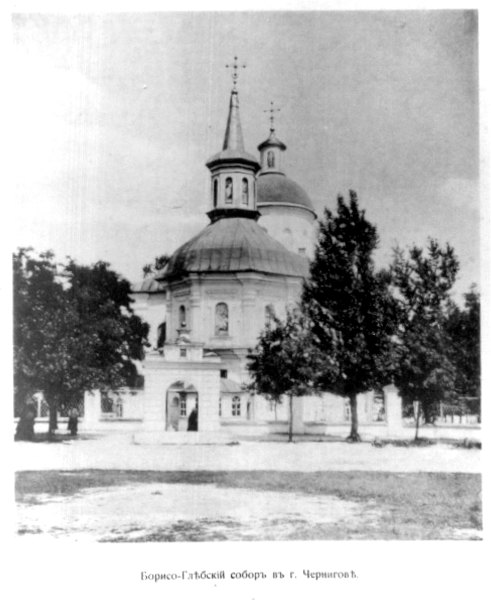
Catedral antes de su restauración (1960)
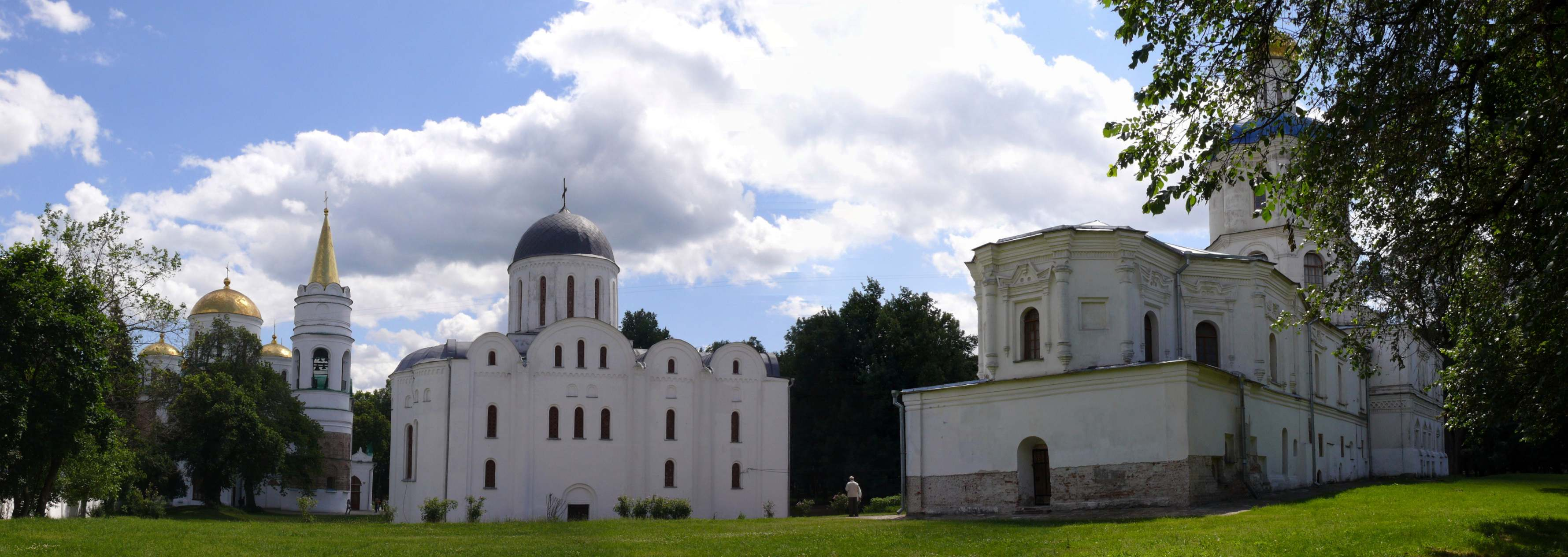
Catedral de la Transfiguración del Salvador, y catedral de Borís y Gleb
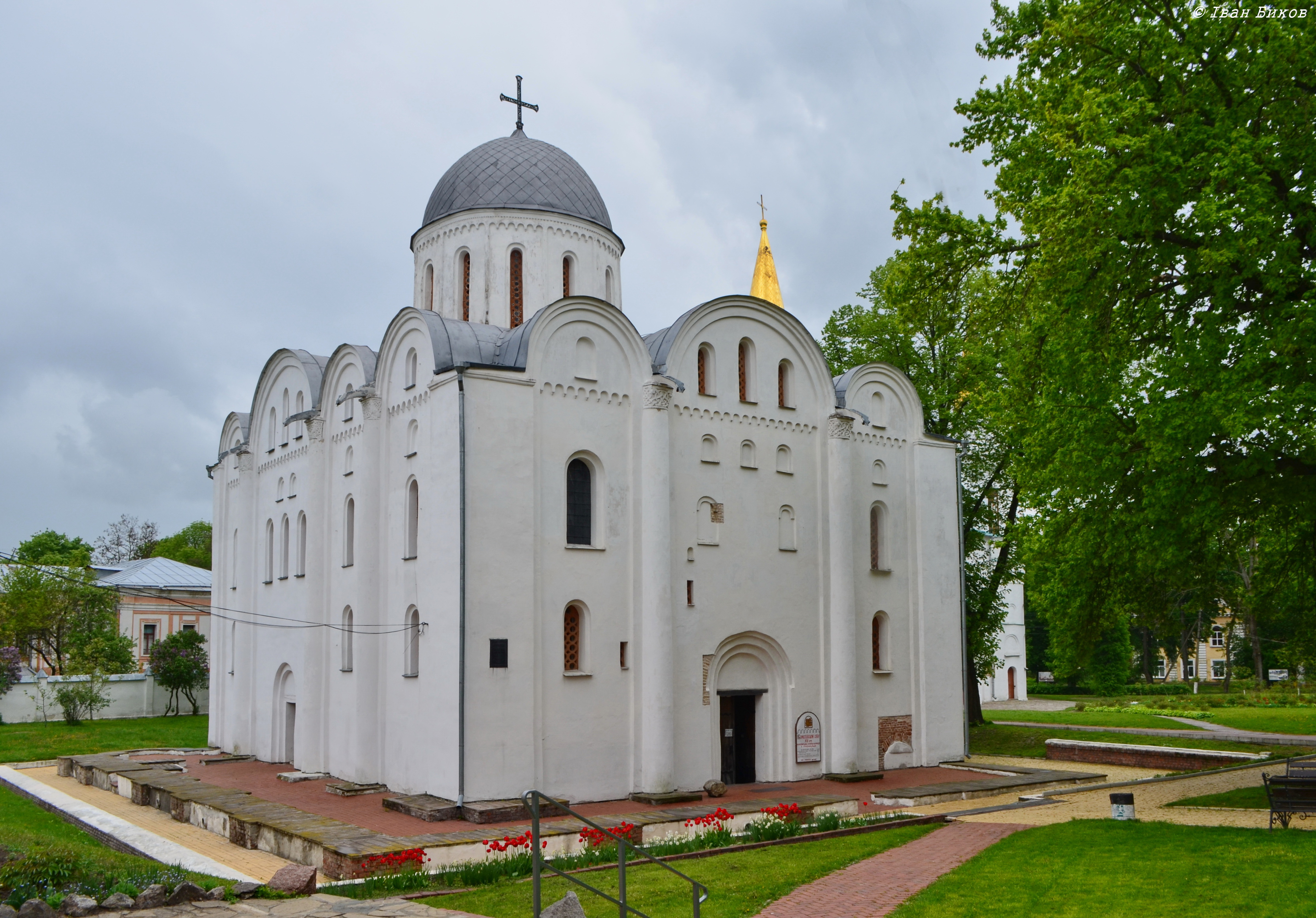
Fachada
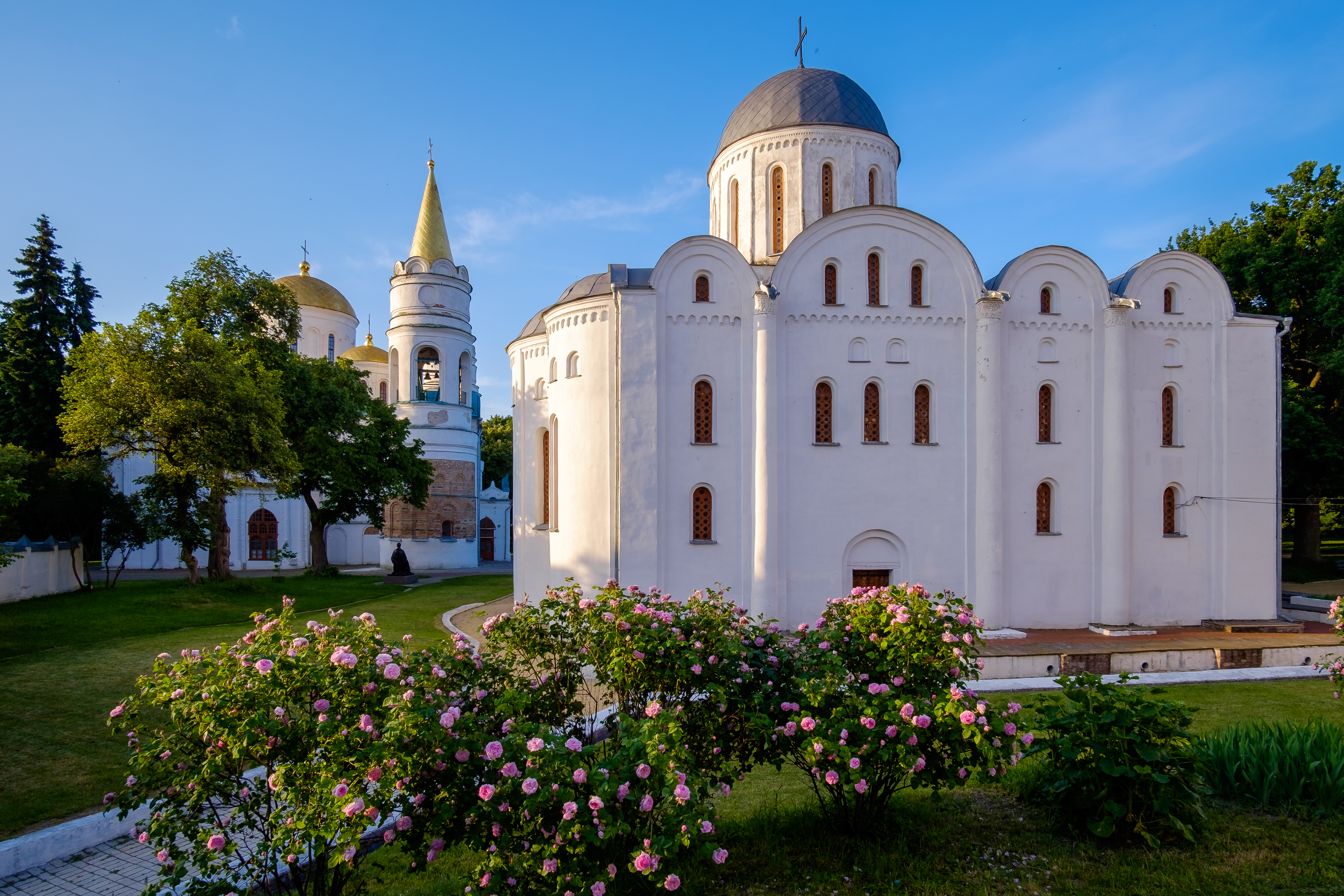
Lateral de la catedral
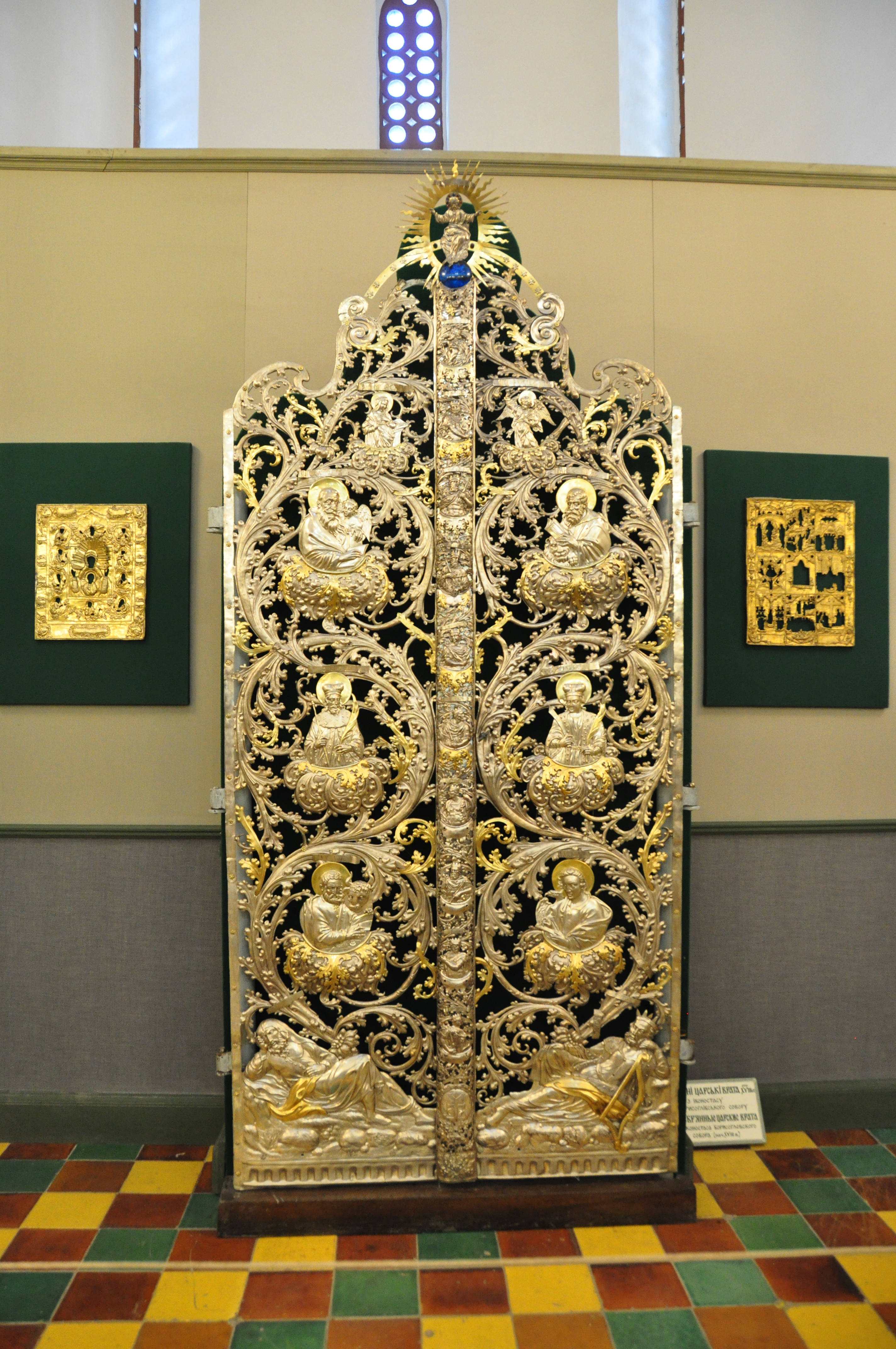
Puertas reales
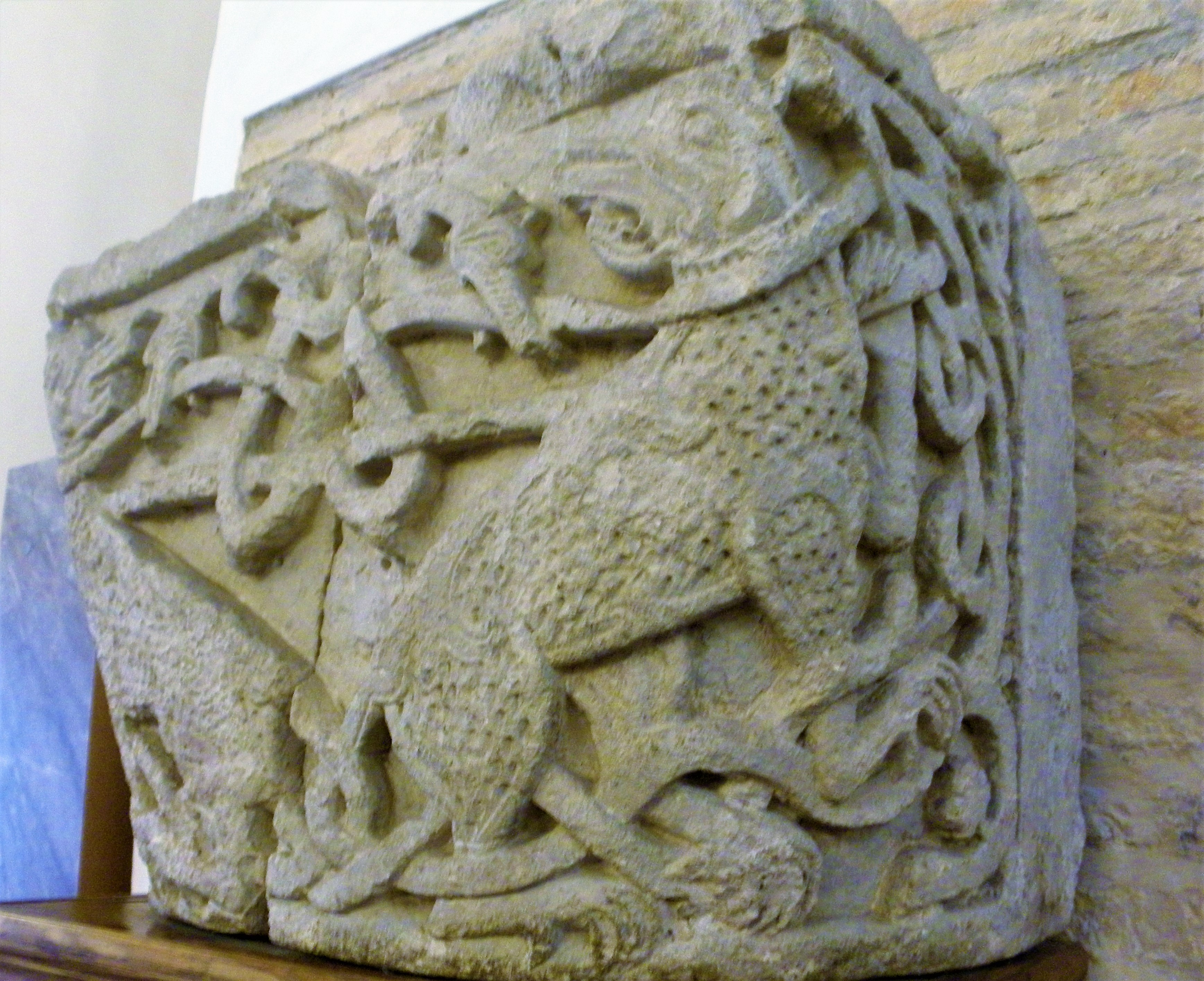
Detalle de los capiteles